# 八板金兵衛

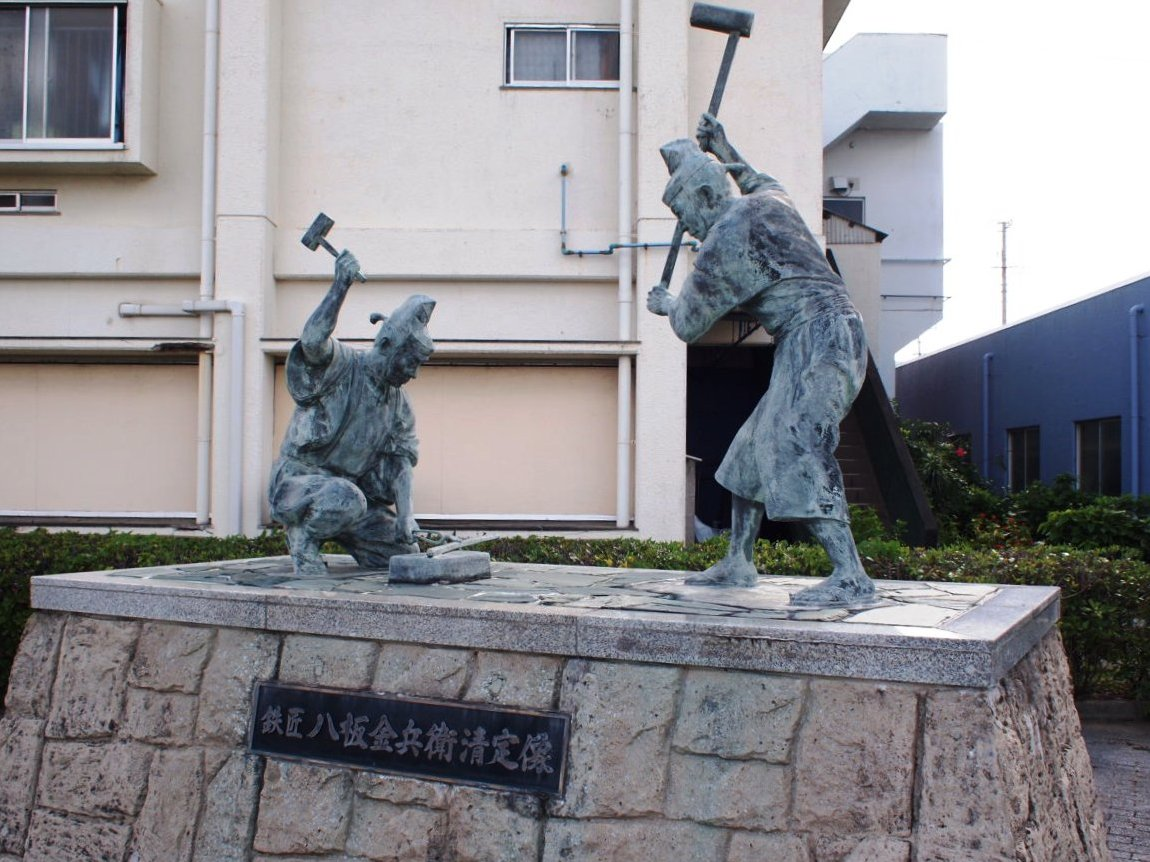
八板金兵衛清定の像（西之表市）

八板 金兵衛（やいた きんべえ、文亀2年（1502年） - 元亀元年9月8日（1570年10月7日））は戦国時代の刀鍛冶、のち鉄砲鍛冶である。名は清定。美濃国関に生まれ、種子島に来住した。
『鉄炮記』によると、2挺の火縄銃を手に入れた種子島時尭は天文12年（1543年）、鉄砲製作を金兵衛に、火薬の研究を家臣・篠川小四郞に命じた。
「八板家系図」によると、金兵衛は製造法を学ぶため自分の娘である若狭をポルトガル人に嫁がせて修得したという（若狭に関する言い伝えは八板家系図や口承のみで、『鉄炮記』やポルトガル側の資料に記載はない）。
そして1545年、国内初の国産鉄砲製造に成功した。
金兵衛が作った国産第1号の火縄銃は、西之表市の文化財として種子島開発総合センター（鉄砲館）に展示されている。このほか、西之表市には、金兵衛の銅像、住居跡の標柱がある。